# Vimpeli
Vimpeli (Vindala en suédois) est une municipalité de l'ouest de la Finlande, dans la province de Finlande occidentale et la région d'Ostrobotnie du Sud.

## Géographie
La commune se situe sur la rive orientale du grand lac Lappajärvi, vestige d'un impact météoritique datant de 77 millions d'années. Le centre administratif se situe sur le rebord du cratère fortement érodé et concentre un peu plus du tiers de la population de la municipalité.
Outre une agriculture omniprésente, la commune survit assez bien avec l'aide de plusieurs petites entreprises du secteur agro-alimentaire ou de la construction. La municipalité reste néanmoins, comme souvent en Finlande rurale, le premier employeur.
Avant le XIXe siècle, elle fait partie de la paroisse de Lappajärvi. Mais elle prend son autonomie avec la construction de sa très curieuse église circulaire en 1807 (consacrée en 1811). C'est la seule église circulaire au monde à être bâtie en bois. La commune sera quant à elle fondée en 1866.
Les municipalités voisines sont Alajärvi au sud, Lappajärvi à l'ouest, et en Ostrobotnie-Centrale Veteli au nord et Perho à l'est.

## Démographie
Depuis 1980, la démographie de Vimpeli a évolué comme suit,:
| Année      | 1980  | 1985  | 1990  | 1995  | 2000  | 2005  |
| ---------- | ----- | ----- | ----- | ----- | ----- | ----- |
| population | 3 679 | 3 834 | 3 834 | 3 761 | 3 553 | 3 414 |

| Année      | 2010  | 2015  | 2020  |
| ---------- | ----- | ----- | ----- |
| population | 3 255 | 3 073 | 2 812 |

### Conseil municipal
Les sièges des 21 conseillers municipaux sont répartis comme suit:
| Parti     | Parti                              | Sièges 2021–2025 |
| --------- | ---------------------------------- | ---------------- |
|           | Parti social-démocrate de Finlande | 0                |
|           | Vrais Finlandais                   | 2                |
|           | Parti de la Coalition nationale    | 1                |
|           | Parti du centre                    | 7                |
|           | Alliance de gauche                 | 2                |
|           | Chrétiens-démocrates               | 1                |
|           | Haloo Vimpeli yhteislista          | 8                |
| Sources : |                                    |                  |

### Subdivisions administratives
Les villages de Vimpeli sont : Hallapuro, Huopana, Kirkonkylä, Koskela, Lakaniemi, Pokela, Pyhälahti, Rantakylä, Sääksjärvi, Viitaniemi, Vinni.
L'agglomération unique de Vimpeli est Vimpelin kirkonkylä.

## Sports
Vimpeli est connue en Finlande pour abriter une des meilleures équipes de pesäpallo, variante finlandaise du baseball. Les Vimpelin Veto ont été 2 fois champions de Finlande de ce sport très populaire.

## Galerie

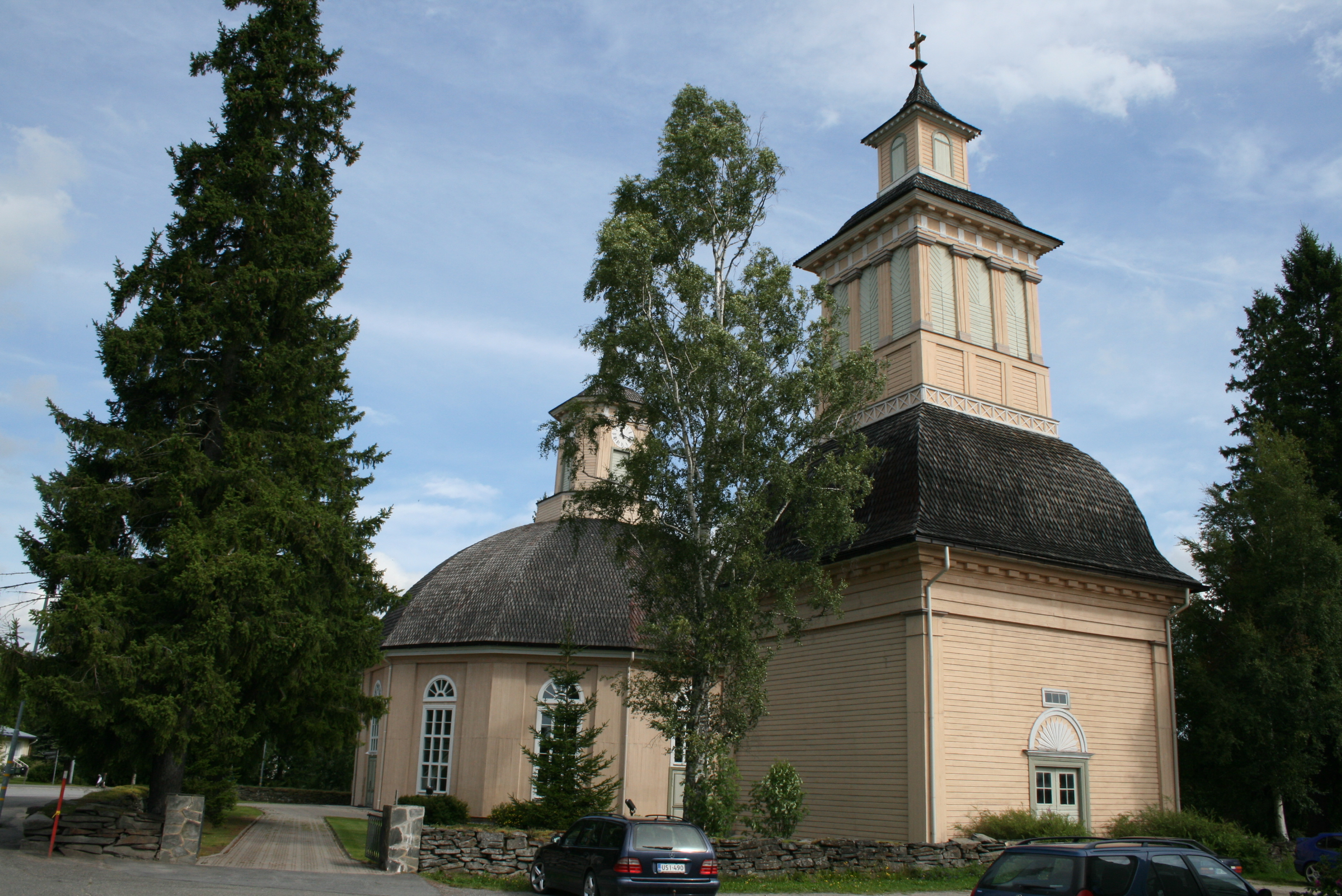
Église de Vimpeli.
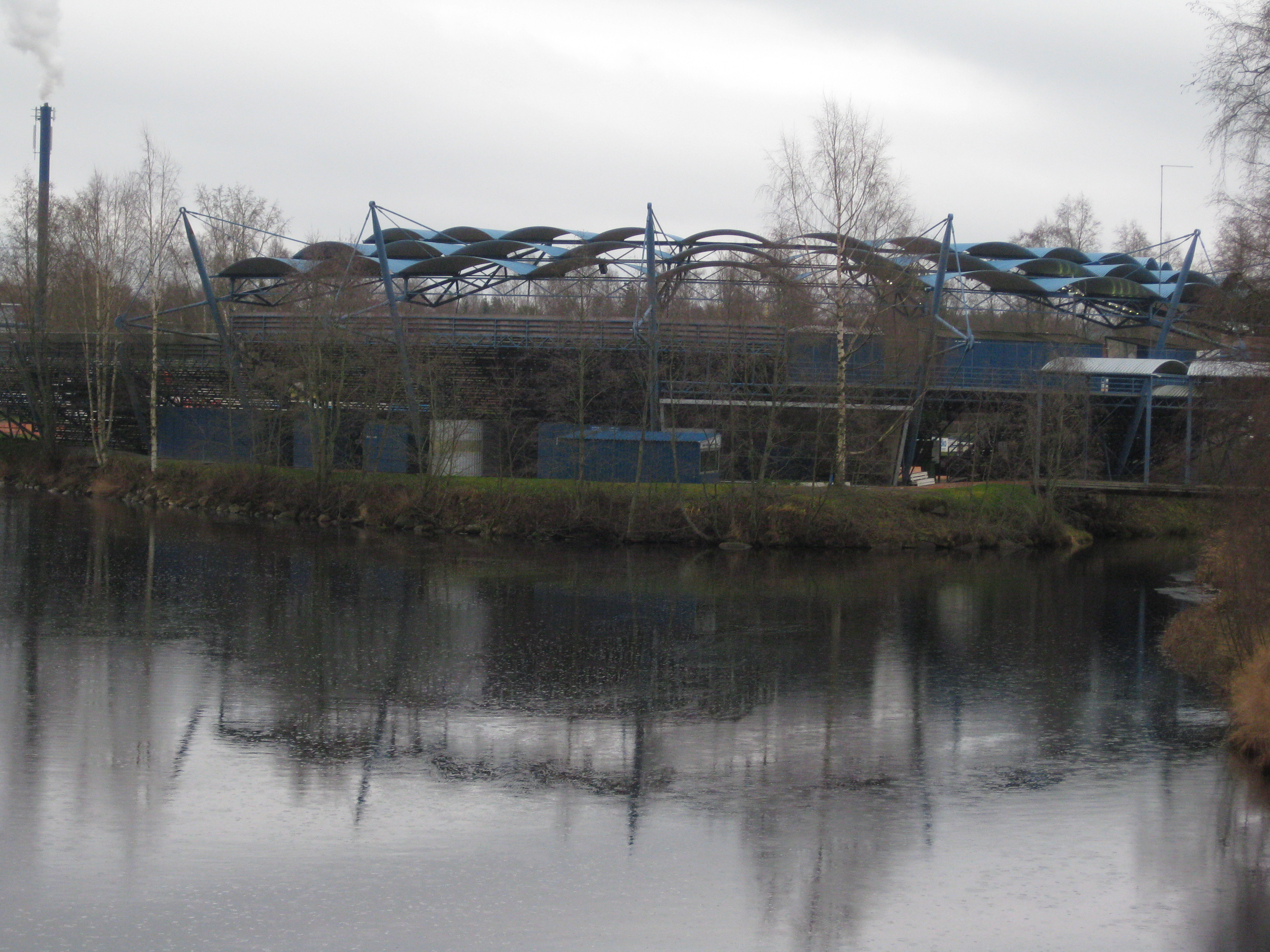
Saarikenttä.
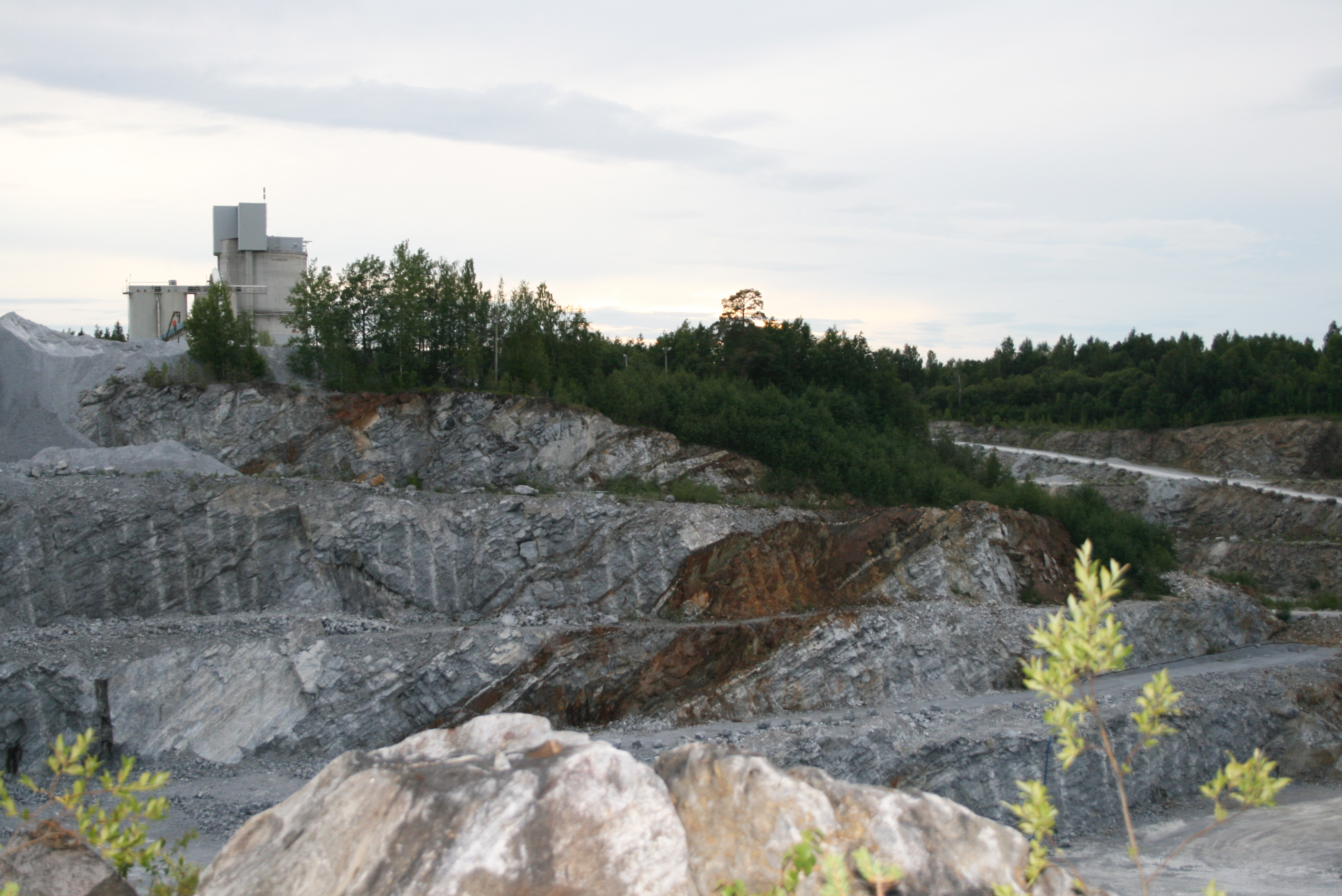
Carrière de calcaire.